# Mamadou Zongo
Mamadou Zongo (Bobo-Dioulasso, 8 oktober 1980) is een Burkinees voormalig voetballer en huidig voetbaltrainer.
Zongo speelde in zijn vaderland voor RC Bobo Dioulasso en in Ivoorkust voor ASEC Abidjan alvorens in Nederland uit te komen voor Vitesse, De Graafschap en VVV-Venlo. Zijn tijd bij Vitesse en De Graafschap stond in het teken van zware blessures. De aanvaller kende in Venlo problemen met zijn werkvergunning. Hierna heeft hij nog een half jaar onder contract gestaan bij de Griekse tweede divisieclub Ethnikos Piraeus. Na kort voor U Cluj in Roemenië gespeeld te hebben, waar zijn contract na twee wedstrijden vanwege een knieblessure ontbonden werd, speelde hij in 2010 nog voor ASFA Yennega in zijn geboorteland.
Met het Burkinees voetbalelftal nam hij deel aan de African Cup of Nations 2000. In december 2011 kondigde hij aan samen met Rahim Ouédraogo en Ousmane Sanou in 2012 een voetbalschool Rahimo FC te starten in Bama. Daarvoor liep hij stage bij Jong Vitesse. In 2013 werd hij coach van Santos FC Ouagadougou en in 2015 ging hij ASFB trainen.

## Overzicht
| Seizoen | Club                  | Land         | Competitie        | Wed. | Goals |
| ------- | --------------------- | ------------ | ----------------- | ---- | ----- |
| 1995/96 | RC Bobo Dioulasso     | Burkina Faso | Première Division | 25   | 22    |
| 1996/97 | ASEC Abidjan          | Ivoorkust    | Première Division | 22   | 18    |
| 1997/98 | Vitesse               | Nederland    | Eredivisie        | 0    | 0     |
| 1998/99 | Vitesse               | Nederland    | Eredivisie        | 16   | 5     |
| 1999/00 | Vitesse               | Nederland    | Eredivisie        | 23   | 5     |
| 2000/01 | Vitesse               | Nederland    | Eredivisie        | 15   | 2     |
| 2001/02 | Vitesse               | Nederland    | Eredivisie        | 0    | 0     |
| 2002/03 | Vitesse               | Nederland    | Eredivisie        | 0    | 0     |
| 2003/04 | Vitesse               | Nederland    | Eredivisie        | 21   | 2     |
| 2004/05 | Vitesse               | Nederland    | Eredivisie        | 1    | 0     |
| 2004/05 | → De Graafschap       | Nederland    | Eredivisie        | 24   | 2     |
| 2006/07 | VVV-Venlo             | Nederland    | Eerste divisie    | 0    | 0     |
| 2006/07 | Ethnikos Piraeus      | Griekenland  | Beta Ethniki      | 11   | 1     |
| 2007/08 | FC Universitatea Cluj | Roemenië     | Liga 1            | 2    | 0     |
| Totaal  | Totaal                | Totaal       | Totaal            | 160  | 57    |